# 李珏
李珏（或李玨）（784年—852年），字待价，封赞皇公，谥贞穆，唐朝官员，在唐文宗年间任宰相，在唐武宗年间也短暂担任宰相。他被认为是牛李党争中牛党的领导人物。

## 身世和早年经历
李珏生于唐德宗兴元元年（784年）。他自称出身赵郡（今河北石家庄）望族李氏在华东的分支，而这一支李氏自称战国时期赵国名将李牧之后。事实上，李珏的祖上从五世祖隋朝南和公李谔起就不可考了。
李珏年轻时一家住在淮阴（在今江苏淮安）。他早年丧父，事母至孝。成年后，他通过了朝廷的明经科考，在华州（在今陕西渭南）任刺史的前宰相李绛见到李珏后，断言李珏的才能决不止通过明经而已，推荐李珏考进士，李珏以高分通过了考试，应河阳节度使乌重胤之邀，做了后者的幕僚。在通过书判拔萃科考试后，李珏被补为渭南尉，最后担任右拾遗。

## 唐穆宗、唐敬宗时期
元和十五年（820年），唐德宗的曾孙唐穆宗继承了唐宪宗的皇位。穆宗想设大宴表彰邠宁节度使李光颜和武宁节度使李。李珏以为宪宗刚驾崩就这样做不妥，和宇文鼎、温畬、韦瓘、冯药联名上书劝止。穆宗虽然没有接受，但善待了这些上书的大臣。
长庆元年（821年），盐铁使王播将茶税从一百上调到一百五十。李珏上书指出“榷率起于养兵，今边境无虞，而厚敛伤民，不可一也；茗饮，人之所资，重税则价必增，贫弱益困，不可二也；山泽之饶，其出不訾，论税以售多为利，价腾踊则市者稀，不可三也。”但未被接受，因为王播正是要用加收的税为穆宗兴建宫殿。李珏屡谏不入，离开长安，做了下邽令。后来，穆宗之子唐敬宗年间，前宰相牛僧孺担任武昌节度使，署李珏做他的掌书记。

## 唐文宗时期

### 拜相前
唐敬宗之弟唐文宗继位初期，李珏被召回长安任殿中侍御史。宰相韦处厚评价李珏：“清庙之器，岂击搏才乎？”除李珏礼部员外郎。迁吏部员外郎，转司勋员外郎、知制诰。太和五年（831年），与李珏亲厚的牛僧孺及其盟友李宗闵为相，李珏被升为度支郎中，充翰林学士。七年（833年），正拜中书舍人。九年（835年）五月，转充户部侍郎。太常少卿冯定奉命练习《霓裳羽衣舞》，和以《云韶乐》，率乐工在庭上受阅，自己站在其中。文宗见其庄重，问姓氏，李珏答：“这是冯定。”文宗喜而召冯定升阶。七月，李宗闵因得罪文宗被罢相，官居翰林学士、守尚书户部侍郎、知制诰的李珏也因为李宗闵申辩被牵连，又因拒绝与文宗近臣郑注交通而得罪郑注，被贬出长安，八月，任江州（治所在今江西九江）刺史。
开成元年（836年），郑注和文宗另一近臣李训在联同文宗诛除当权宦官事败后被杀。李珏被任命为太子李永的宾客，但官署设在洛阳，后又任河南尹。二年（837年），李珏好友李固言为相，三月，召李珏回长安重任户部侍郎，五月，判本司事。文宗姑母岐阳公主驸马杜悰被任为工部尚书、判度支后，一直没有谢恩，李珏奏其系在为岐阳公主服丧三年期间，并趁机说驸马要为公主行服三年，所以士族之家不愿娶公主。文宗大惊，下诏定制驸马只需要为公主服丧一年即可。三年（838年）正月，由于李固言推荐，李珏以朝议郎、守尚书户部侍郎、判户部事、上柱国、赐紫金鱼袋的身份和杨嗣复被加同中书门下平章事，担任宰相，仍守本官判户部事。

### 拜相
时杨嗣复领诸道盐铁转运使，文宗因币轻钱重问于杨嗣复，杨嗣复答：“此事累朝制置未能奏效，只可暂时禁铜，未可变法。法变扰人，最终也不能去弊。”李珏说：“禁铜之令是朝廷常典，只是行之不严，不如无令。如今江淮以南，铜器成肆，市井逐利者，销钱一缗，可为数器，售利三四倍。远民不知法令，都以为常。即使国家加炉铸钱，何以抵偿销铸之弊？所以禁铜之令，不得不严。”
李珏拜相后，同为宰相的陈夷行鄙视他，请求辞职，但文宗没有接受，而是派使者慰劳。李珏和另一宰相郑覃都上表请辞，优诏不许。二月，当杨嗣复通过宦官请求把被贬为衡州司马的李宗闵迁到距京城更近的地方后，陈夷行和郑覃都表示反对。众臣在紫宸殿问对，陈夷行引“八关十六子”事，认为李宗闵结朋党，免死已幸，李珏则称罪在李逢吉。从此，杨、李和陈、郑之间常有争斗，这使得文宗很难对他们的提议做决断。李珏与李固言、杨嗣复相善，自从李固言拜相，互相为援，倾轧郑覃、陈夷行、李德裕。每有奏议，李珏必以朋党为谋，屡为郑覃当廷折倒。在紫宸殿议政时，李珏赞扬文宗放宫女五百余人事并致贺，郑覃也称许文宗此举。另一次紫宸殿议政时，文宗感慨天宝年间政事不甚佳，问及当时姚崇、宋璟尚在否，李珏答：“姚崇已亡，宋璟已罢。”趁机说：“人君明哲，终始尤难。玄宗曾说：‘自即位已来，未尝杀一不辜。’却任李林甫陷害破人家族，不也糊涂吗？”陈夷行则趁机指责杨嗣复专权。四月，李珏罢判户部事。八月，杨嗣复又在紫宸殿奏请给闲居苏州上疏论兵的陆洿授官，李珏支持，并以前一天右拾遗窦洵直论事获赏币帛为例，郑覃则指称窦洵直未必心正并指杨嗣复结党，杨嗣复下拜请辞。李珏说朋党最近消亡了，郑覃却说近期又有小朋党出现了。李珏又要奏边事，郑覃说：“论边事安危，臣不如李珏；嫉恶则李珏不如臣。”杨嗣复又以自己被郑覃指为朋党而奏请辞相，文宗慰勉之。九月，李珏迁中书侍郎。十一月，李珏奏庐州舒城县太平乡百姓徐行周叔伯兄弟五代同居，请免其同籍户税，获准。李珏由朝议郎进阶正议大夫，十二月，上疏自请罢免，更数次请辞，不被许。文宗喜好诗文，想设置诗学士，李珏反对，指出诗人浮薄，无益于理。文宗乃止。尚书右丞韦温与杨嗣复、李珏交好，劝他们征用李德裕，冰释前嫌，杨、李不纳。
四年（839年）闰正月，文宗在延英殿问宰相们符谶之语，李珏对答：“丧乱之时，佐命者就说是神命；理平年代，就推说是人事。”文宗深以为然。三月，文宗对宰相们说：“朕在位十四年，天下无事，虽未至大治，也少有像今日这样无事的。”李珏以居安思危对答。五月文宗在延英殿对宰相们称赞德宗贞元初年之政，李珏指出德宗晚年喜欢聚财导致小吏得以勒索，是弊政；当文宗提出要减轻税负时，李珏表示赞同，并引用唐太宗的例子。文宗又问及记录监修之职，李珏答是自己本分，陈夷行趁机指责李珏弄权，李珏又请辞为亲王傅。郑覃说：“陛下开成元年、二年政事至好，三年、四年渐不如前。”杨嗣复说：“元年、二年是郑覃、夷行用事，三年、四年臣与李珏用事。”于是引咎辞职，并叩头趋去。文宗令中使召还并慰劳。当年也发生了一场大论战。当时，文宗表扬杜悰的才干，杨嗣复、李珏推荐杜悰任户部尚书，文宗在紫宸殿议论此事。陈夷行认为此事应由皇帝自己决断。李珏则指出陛下既然任用了宰相，就不该怀疑。文宗提出韦处厚为相时三日间推荐六位度师，李珏称韦处厚淫于奉佛，不悟是非。后来杨嗣复为此数次请辞，结果却是陈夷行和郑覃被罢相。文宗对李珏的建议很欣赏，封他为赞皇县男，食邑三百户。在李固言、李珏、杨嗣复引荐下，起居舍人直弘文馆魏谟进谏议大夫。李珏、杨嗣复又奏堂厨食利钱扰民烦碎，于是罢堂厨捉钱官，置库量入计费。
三年太子李永去世后，得宠的杨贤妃推荐皇弟安王李溶为皇太弟。文宗就此咨询宰相时，李珏反对。四年末，文宗立敬宗子陈王李成美为太子。
先前开成元年时，起居舍人李褒因痼疾请辞，文宗命选谏议大夫兼之，郑覃推荐裴中孺、李让夷，李让夷被任用并进中书舍人。李珏、杨嗣复因而厌恶李让夷，导致其在文宗一朝未至达官。
五年（840年）正月，文宗病重，命宠信宦官知枢密刘弘逸、薛季棱召杨嗣复、李珏入宫，密旨他们奉李成美监国。但当权宦官仇士良、鱼弘志反对李成美继位，不顾李珏阻拦，矫诏重新废太子为陈王，立文宗的另一皇弟颍王李瀍为皇太弟。文宗不久驾崩，李瀍继位，即唐武宗。在仇士良劝说下，武宗命李溶、李成美、杨贤妃自杀。

## 唐武宗时期
武宗即位，人们都为李珏担忧。李珏说：“臣下知道奉行所言，如何参与禁中事？”武宗新听政，李珏数称道《无逸篇》以劝。时昭义军节度使刘从谏献犬马，横海节度使刘约献白鹰，李珏请求推辞以示四方。迁太尉、门下侍郎，为文宗山陵使，奉命奉册上文宗尊谥、庙号。在计划安葬文宗时，正值秋雨，文宗梓宫在送往陵墓的路上经过安上门时陷于泥泞不能前进，武宗怪罪李珏，八月，将其罢相，改任太常卿，京兆尹敬昕贬为郴州（在今湖南郴州）参军。武宗得知李珏和杨嗣复不支持他继位，所以罢黜了他们，九月召回李党领袖前宰相李德裕，任命为首席宰相。韦温感慨：“杨三、李七如果听我的话，岂至如此啊！”李珏被认为刘弘逸、薛季稜之党，被遣出长安任检校兵部尚书、桂州刺史，充桂管防御观察等使。魏谟也因被二人连累而遭贬。
仇士良深恨刘弘逸、薛季棱，不停弹劾他们。会昌元年（841年）三月，武宗相信仇士良的弹劾，命二人自杀，派宦官去桂州和潭州，命李珏和正被贬为湖南观察使的杨嗣复自杀。杜悰劝武宗不要轻杀大臣，李德裕、再次拜相的陈夷行和其他两位宰相崔珙、崔郸也都在延英殿恳求。武宗宽恕了他们，留下了他们的性命，追回赐死宦官，改为远放。李珏被贬端州司马，再贬昭州刺史。三年（843年），长流驩州（在今桂林）。五年（845年），迁郴州刺史，与在京旧友桂管都防御巡官试秘书省校书郎元充同游华景洞。

## 唐宣宗时期
会昌六年（846年），唐武宗驾崩，皇叔唐宣宗继位。唐宣宗不喜欢李德裕，将其贬出京城，而把被武宗贬斥的宰相牛僧孺、李宗闵、崔珙、杨嗣复、李珏调近京城。次年李珏又迁舒州刺史，以太子宾客分司东都。大中二年（848年），崔铉、白敏中征召李珏回长安再任户部尚书，当年十月前又任河阳节度使，罢重赋百余万，表河南府司录参军韦宙入幕府。次年李珏被召为守吏部尚书而离任时，府库十倍于初。至次年，累迁金紫光禄大夫、检校尚书右仆射、扬州大都督府长史、淮南节度使、上柱国、赞皇县开国公、食邑一千五百户。当时淮南前三任节度使都卒于任上，有人劝李珏改任，李珏以奉皇命为由不肯。李珏上表请立皇太子以安天下心。江淮旱，李珏发仓廪赈流民，以军粮半价与人。李珏病重，在卧室见官属，只说自己论奏本州有税酒，而神策军常为豪商占利事，恨不能看到回复，却不说家事。六年（852年），李珏以淮南节度副大使知节度事、管内营田观察处置等使、金紫光禄大夫、检校尚书右仆射、兼扬州大都督府长史、御史大夫、上柱国、赞皇县开国公、食邑一千五百户的身份去世，赠司空，谥曰贞穆。
李珏性寡欲，早丧妻，不置妾侍，门无馈饷。淮南之人感激他，在他死后叩于阙下，愿立碑刻其遗爱。

## 家庭
祖父：李光朝，鄂州司马
父亲：李仲塾，盐铁判官、兼监察御史
兄长：李羽，太子舍人
- 李氏，秘书监河东裴绅妻[46]

儿子：
- 李阶，曾任京兆府参军，官至度支判官兼殿中侍御史
- 李弱翁，盐铁判官兼监察御史
- 李潜，进士
- 李谱，字昌之，进士，兖海从事、校书郎，娶崔铉女
- 李楷，进士
- 李愈，密尉
- 李氏

## 延伸阅读
[在维基数据编辑]
 《舊唐書/卷173》，出自刘昫《舊唐書》
 《新唐書·卷182》，出自《新唐書》